# 門脇翔平
門脇 翔平（かどわき しょうへい、1985年1月11日 - ）は、日本の教育コンサルタント。立憲民主党所属の葛飾区議会議員（1期）。
幼少期に子役モデル、現在レフサイエンス主宰。

## 来歴

### 生い立ち
東京都板橋区出身。
板橋中央産院で出生、川口幼稚園を経て、川口市立差間小学校、川口市立神根中学校を卒業。
出生時は3450グラム。板橋中央産院での逸話として、目鼻立ちがクッキリとしていたので同室の妊産婦の間で「ハーフではないか？」と噂になる。その後、父親（日本人）が初めて産院を訪れた際の「私の顔を見た時の同室の妊産婦の落胆した表情は生涯忘れない。」と父親が語っている。名前の「翔平」は、流行りものが好きな母が「翔」の字を使いたく、父が字画を見て命名。公務員の父の元、時事問題・インフラ管理が身近な家庭で育つ。
- 2000年  3月：川口市立神根中学校卒業。
- 2003年  3月：早稲田大学本庄高等学院卒業（19期生）[4]。
- 2008年  3月：早稲田大学理工学部機械工学科卒業[4]。

### 子役モデル時代
1歳からモデル活動を開始する。（セントラルファッション所属）

### 大学時代
塾を開業。教育・人材コンサルタントとして活動を開始する。

### 教育への目覚め
小学校１年の時に、「じゃあ、このグループには翔ちゃんが教えてね」と先生に言われて得意げに教えていた頃から人の役に立つことが大好き。とにかく何事も放っておけない世話好き。人に説明して幸せになってもらうことそのものを仕事にしたいと思い、在学中に個人事業主として動き始めてからずっと教育者として活動。

### 現在
2021年11月に行われた葛飾区議会議員選挙に立憲民主党公認で立候補。2,613票（35位、定数40）を獲得し初当選した。

## 政策・主張
葛飾区金町・水元・新宿から３つの０（ゼロ）を目指す。

### 教育格差ゼロ
・集団社会学習と個別最適化した少人数指導の独立
教師・生徒の得意分野にフォーカス。学力・特技を伸ばして、自身ある「かつしかっ子」でいっぱいに。
・いじめ問題や「困っている」を自転車「翔平号」を漕いでヒアリング。解決策をこども・保護者目線で作っていく。

### 経済格差ゼロ
・住民税非課税世帯が全国平均を超える葛飾区。
ひとり親家庭、単身世帯、高齢者、多くの方が住む葛飾区で誰一人取り残されないように制度を拡充していく。
・忙しい子育て世代でも一覧できる情報整理。
・まだまだ働ける元気な高齢者の為の高齢者も希望すれば働きやすい制度。

### 自治体格差ゼロ
・歴史と未来が共存するまち、かつしか。
・QOLの向上。デジタル・最新技術の導入で、「作業」から「やりたい」にシフトできるように。

子供が元気の育ち誰もが生涯住み続けたいまちをつくっていく。何でも教えてください。

## 実現したこと
●教育政策
学校給食の無償化（23区で初）。
子供個人に合わせた学力向上。
いじめ対策の促進。
●シームレスな子育て支援
「子育てカレンダー」の作成による、政策・補助金の見える化。
●金町南北地域間の交通のスピーディーな解決策
シェアサイクルの拡大で、観光利用の増加。
●金町地域の交通安全・渋滞緩和・喫煙所
柴又街道と水戸街道の交差点を含め、１０か所以上の渋滞緩和を実施。
わかりやすい道路標識表示にも着手。
ヘルメットのチェーンロック配布で盗難防止
金町駅南口の喫煙所改築にて分煙の促進。
●デジタル化の促進
LINEでの情報送受信の統一・生成AIの使用の促進で効率化。

## 出演

### 雑誌
- ドレスメーキング「かわいい子ども服」（86～87冬号、87～88冬号、88初夏号）
- 株式会社シンコーミュージック「Princess Princess」（1990年）
- 株式会社アガツマ「PINOCCHIO」シリーズ（87年店舗向けカタログ、及びポルカ（乗り物）パッケージ写真）

### ファッションモデル
- コシノヒロコ　初の子供服ブランド「PIEDINE（ピエディーニ）」制作発表会（1988年）

### CM
- カルピス食品「MAMA PAPA CALPIS」（1989年）[6]

## 所属団体
- NPO法人日本・パプアニューギニア協会 戦跡アーカイブス委員会[1]
- 一般社団法人老人病研究会
- サイエンスアカデミークオーク[1]